# ميكائيل ماجنوسون
ميكائيل ماجنوسون (بالسويدية: Mikael Magnusson)‏ هو لاعب هوكي الجليد سويدي، ولد في 15 مارس 1973 في Salem, Sweden ‏ في السويد.

## وصلات خارجية
- ميكائيل ماجنوسون على موقع EliteProspects.com (الإنجليزية)
- ميكائيل ماجنوسون على موقع Eurohockey.com (الإنجليزية)
- ميكائيل ماجنوسون على موقع HockeyDB.com (الإنجليزية)